# Fischbach (Asdorf)
Der Fischbach ist ein linker Nebenbach der Asdorf im naturräumlichen Siegerland, der fast komplett auf dem Stadtgebiet von Freudenberg, Kreis Siegen-Wittgenstein, NRW verläuft, jedoch im Gebiet der Verbandsgemeinde Kirchen (Sieg), Landkreis Altenkirchen (Westerwald), Rheinland-Pfalz mündet.

## Name
Die Ortschaften Ober- und Niederfischbach wurden im Mittelalter Vispe/Fispe genannt. Dieser Name leitet sich ab vom altsächsischen Wort *Fiskapa, was eine Zusammensetzung aus dem Wort Fisch und dem Hydronym -apa darstellt.

## Verlauf
Der Fischbach entspringt als Bottenbach im Freudenberger Ortsteil Bottenberg und fließt zunächst in Nord-Süd-Richtung. In Ober- fließt ihm der Zeitenbach von links zu und sein Name ändert sich in Heusling, als welcher er Niederheuslingen durchfließt. Im Ortsteil Oberfischbach fließt ihm von rechts der vom Ortsteil Heisberg kommende und für den Ort namensgebende Bach Heisberg zu und der Fischbach erhält seinen endgültigen Namen, wobei sich seine Fließrichtung auf Südwesten und am Ende Westen ändert. Im letzten durchflossenen Ortsteil Niederndorf mündet von rechts der aus Dirlenbach kommende Dirlenbach und dann von links der aus dem Giebelwald kommende Uebach. Der Mündungslauf des Baches liegt schließlich südlich des Süselbergs auf der Gemeindegrenze zwischen Freudenberg und Niederfischbach und damit auch auf der Landesgrenze zwischen Nordrhein-Westfalen und Rheinland-Pfalz.
Die Unterläufe von Asdorf und Fischbach bilden, verlängert um die Heisberg, die West- und Nordwestgrenze des Giebelwaldes.

## Einzugsgebiet und Zuflüsse
Das Einzugsgebiet des Fischbachs ist mit 20,380 km² fast so groß wie das der Asdorf oberhalb (21,832 ²), weshalb sich deren Wassermenge an der Mündung annähernd verdoppelt und man von einem gleichberechtigten Zusammenfließen reden könnte – wobei der Fischbach mit 6,636 km deutlich kürzer ist als die obere und mittlere Asdorf (9,849 km). Als derjenige Nebenfluss der Asdorf mit dem größten Einzugsgebiet nimmt der Fischbach über ein Viertel von deren Gesamt-Einzugsgebiets ein.
Folgende Nebenbäche des Fischbachs sind erwähnenswert:|
| Name       | Lage   | Länge [km] | EZG [km²] | Stationierung, flussabwärts [km] | EZG davor, akkumuliert [km²] | Mündungsort    | Bemerkungen, Orte                                                                   | GKZ        |
| ---------- | ------ | ---------- | --------- | -------------------------------- | ---------------------------- | -------------- | ----------------------------------------------------------------------------------- | ---------- |
| Zeitenbach | links  | 1,880      | 1,369     | 1,702                            | 01,696                       | Oberheuslingen | Bottenbach→Heusling; Oberheuslingen-Nordost                                         | 27218186-2 |
| Heisberg   | links  | 2,428      | 2,568     | 4,460                            | 02,979                       | Oberfischbach  | Heusling→Fischbach; Heisberg                                                        | 27218186-4 |
| Dirlenbach | rechts | 3,160      | 4,297     | 5,373                            | 09,134                       | Niederndorf    | NSG Dirlenbachtal, an rechtem Nebenbach NSG Rödersche; Dirlenbach; Niederndorf-Nord | 27218186-6 |
| Uebach     | links  | 3,425      | 5,945     | 5,682                            | 13,497                       | Niederndorf    | NSG Uebachtal; Niederndorf-Süd                                                      | 27218186-8 |

Ein Blick auf die Einzugsgebiete oberhalb der Mündungen zeigt, dass die Namensänderer Zeitenbach und Heisberg die Wassermenge des Fischbachs jeweils annähernd verdoppeln, während Dirlenbach und Uebach jeweils nur knapp 50 % hinzufügen. Überdies ist der Fischbach über den Zeitenbach mit 6,814 km sogar um 178 Meter länger als über den nominellen Quelllauf Bottenbach.
Neben den in der Tabelle geführten Naturschutzgebieten liegt im Einzugsgebiet des Fischbachs noch das NSG Süselberg am gleichnamigen, 341,0 m über NHN hohen Berg zwischen mittlerer Asdorf, unterem Fischbach und Dirlenbach, dessen mit 342,7 m knapp höherer Nordgipfel Ziegenberg außerhalb des NSG liegt (Scharte auf 327 m).
Wenn man folgende Einwohnerzahlen summiert, kommt man auf fast 5.000 Einwohner im Einzugsgebiet der Fischbach:
- Bottenberg: 251
- Dirlenbach: 340
- Heisberg: 183
- Niederheuslingen: 404
- Niederndorf: 1720
- Oberfischbach: 961
- Oberheuslingen: 913

Die fast 5000 Einwohner bei 20,380 km² Einzugsgebiet ergeben eine Einwohnerdichte von über 230 Einwohnern pro Quadratkilometern. Damit ist das Einzugsgebiet der Fischbach etwas dünner besiedelt als die gesamte Gemarkungsfläche Freudenbergs.

## Benachbarte Einzugsgebiete

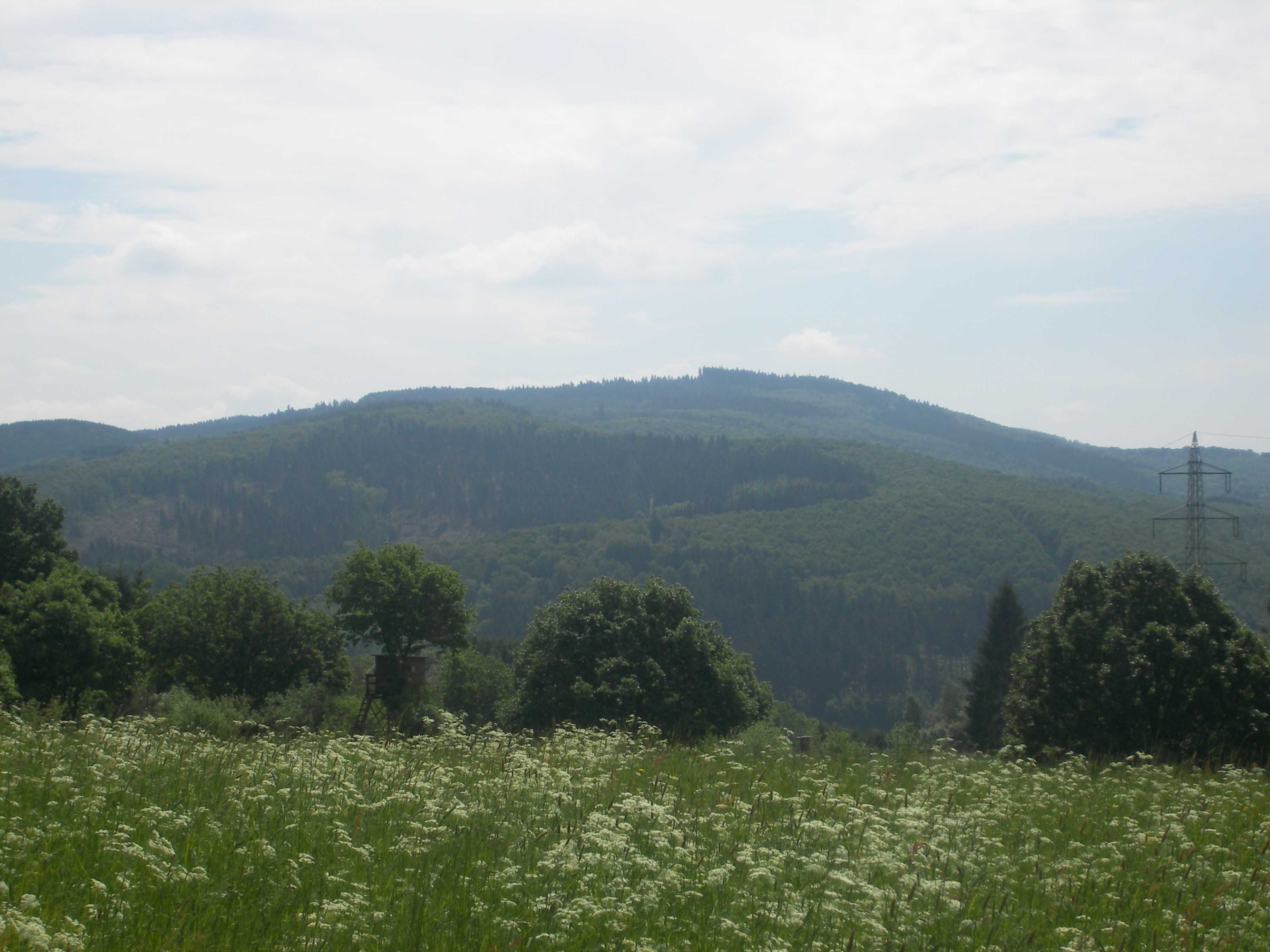
Der Giebelberg mit dem höchsten Punkt der Außenwasserscheide und des Einzugsgebiets der Asdorf

Das Einzugsgebiet des Fischbachs grenzt, im Uhrzeigersinn aufgezählt, nach Westen bis Nordwesten ans Einzugsgebiet der mittleren Asdorf (auf 2,5 km)  und der oberen Asdorf (Weibe, auf 4,2 km) nebst dem linken Quelllauf Wending, wobei die Wasserscheide jeweils bis dicht an den Lauf des Vorfluters kommt.
Nach Nordosten grenzt es ans Einzugsgebiet des Lederbachs (auf 4,6 km), der über die Alche zur Sieg entwässert, wobei die Wasserscheide ab 0,9 km südsüdöstlich der Anschlussstelle Freudenberg bis zur Raststätte Siegerland (bzw. der Mitte zwischen beiden Raststätten – welche ja im Mittel knapp 1 km voneinander entfernt sind) auf 3,3 km fast durchgängig über die A 45 verläuft.
Nach Osten grenzt, bereits größtenteils im Giebelwald, das Einzugsgebiet des Schelderbachs (auf 3,1 km) an, nach Südosten das des Schindebachs (auf 2,1 km); beide entwässern über den Gosenbach zur Sieg, wobei der Schelderbach den eigentlichen Hauptoberlauf bildet. Der Hornsberg erreicht 426,6 m ü. NHN.  Nach Süden schließlich grenzt das EZG des direkt zur Sieg fließenden Vollmersbachs (auf 0,7 km) an.
Diese Teilwasserscheide endet am Gipfel des Giebelbergs, des mit 527,8 m ü. NHN, höchsten Punktes der Außenwasserscheide der Asdorf überhaupt. Nach Südwesten grenzt, nordwestlich des Giebelbergs, schließlich das EZG des unterhalb in die Asdorf mündenden Otterbachs (auf 2,5 km) an.